# Persone di cognome d'Asburgo/Altre...
| Questa pagina contiene informazioni ricavate automaticamente dalle voci biografiche con l'ausilio del template Bio e di un bot. L'aggiornamento è periodico e automatico e ricostruisce completamente la pagina. Se manca una persona in questa lista, sei pregato di non aggiungerla, ma accertati piuttosto che la sua voce biografica contenga il template Bio e che i dati anagrafici siano correttamente compilati. Se il template Bio manca, inseriscilo tu stesso o, in alternativa, metti l'avviso {{tmp\|Bio}} che ne segnala la mancanza. Se i dati riportati sono sbagliati, correggi direttamente la voce biografica; le modifiche saranno visibili in questa lista entro pochi giorni. Per chiarimenti vedi il progetto biografie. La lista contiene solo le 76 persone che sono citate nell'enciclopedia e per le quali è stato implementato correttamente il template Bio. Pagina aggiornata al 16 nov 2019. |

## A
- Agnese d'Asburgo (Rheinfelden, n.1257 - Wittenberg, †1322)

## C
- Carlo d'Asburgo-Teschen,  e scrittore austriaco (Firenze, n.1771 - Vienna, †1847)
- Clemenza d'Asburgo (Vienna, n.1267)
- Costanza d'Asburgo (Graz, n.1588 - Varsavia, †1631)

## D
- Diego d'Asburgo (Madrid, n.1575 - Madrid, †1582)

## E
- Elena d'Asburgo (Vienna, n.1543 - Hall in Tirol, †1574)
- Eleonora d'Austria (Vienna, n.1534 - Mantova, †1594)
- Eleonora Maria Giuseppina d'Austria (Ratisbona, n.1653 - Vienna, †1697)
- Elisabetta d'Asburgo (Vienna, n.1436 - Cracovia, †1505)
- Elisabetta d'Asburgo (Linz, n.1526 - Vilnius, †1545)
- Elisabetta d'Asburgo (Vienna, n.1554 - Vienna, †1592)
- Elisabetta d'Austria (n.1285 - †1352)
- Ernesto d'Austria (Vienna, n.1553 - Bruxelles, †1595)

## F
- Federico I d'Asburgo (Vienna, n.1289 - Gutenstein, †1330)
- Federico III d'Asburgo (Innsbruck, n.1415 - Linz, †1493)
- Ferdinando d'Asburgo (Madrid, n.1571 - Madrid, †1578)
- Ferdinando II d'Austria (Linz, n.1529 - Innsbruck, †1595)
- Ferdinando I d'Asburgo (Alcalá de Henares, n.1503 - Vienna, †1564)
- Ferdinando II d'Asburgo (Graz, n.1578 - Vienna, †1637)
- Ferdinando III d'Asburgo (Graz, n.1608 - Vienna, †1657)
- Ferdinando IV del Sacro Romano Impero (Vienna, n.1633 - Vienna, †1654)
- Filippo I d'Asburgo (Bruges, n.1478 - Burgos, †1506)
- Filippo II di Spagna,  spagnola (Valladolid, n.1527 - San Lorenzo de El Escorial, †1598)
- Filippo IV di Spagna (Valladolid, n.1605 - Madrid, †1665)
- Filippo Prospero di Spagna (Madrid, n.1657 - Madrid, †1661)

## G
- Giovanna d'Asburgo (Madrid, n.1537 - San Lorenzo de El Escorial, †1573)
- Giovanni d'Asburgo (Praga, n.1538 - †1539)
- Giuseppe I d'Asburgo (Vienna, n.1678 - Vienna, †1711)
- Guglielmo I d'Asburgo (Vienna, n.1370 - Vienna, †1406)
- Guta d'Asburgo (Rheinfelden, n.1271 - Praga, †1297)

## H
- Hartmann d'Asburgo (n.Rheinfelden - fiume Reno, †1281)

## I
- Isabella Clara Eugenia d'Asburgo (Segovia, n.1566 - Bruxelles, †1633)

## L
- Leopoldo Ferdinando d'Asburgo-Lorena (Salisburgo, n.1868 - Berlino, †1935)
- Leopoldo Giovanni d'Asburgo (Vienna, n.1716 - Vienna, †1716)
- Leopoldo Giuseppe d'Asburgo (Vienna, n.1700 - Vienna, †1701)
- Leopoldo Giuseppe d'Austria (n.1682 - †1684)
- Leopoldo III d'Asburgo (Vienna, n.1351 - Sempach, †1386)
- Leopoldo IV d'Asburgo (n.1371 - Vienna, †1411)
- Leopoldo I d'Asburgo (Vienna, n.1640 - Vienna, †1705)

## M
- Maddalena d'Asburgo (Innsbruck, n.1532 - Hall in Tirol, †1590)
- Margherita d'Asburgo (Bruxelles, n.1480 - Mechelen, †1530)
- Margherita d'Asburgo (Innsbruck, n.1536 - Hall in Tirol, †1567)
- Margherita d'Asburgo (Vienna, n.1395 - Burghausen, †1447)
- Margherita d'Asburgo (n.1567 - †1633)
- Margherita d'Asburgo (Vienna, n.1346 - Brno, †1366)
- Margherita Teresa d'Asburgo (Madrid, n.1651 - Vienna, †1673)
- Maria d'Asburgo (Bruxelles, n.1505 - Cigales, †1558)
- Maria d'Asburgo (Madrid, n.1580 - Madrid, †1583)
- Maria di Spagna (Madrid, n.1528 - Villa Monte, †1603)
- Maria d'Austria (Praga, n.1531 - Niederzier, †1581)
- Maria Amalia d'Asburgo (Vienna, n.1724 - Vienna, †1730)
- Maria Anna d'Asburgo (Vienna, n.1718 - Bruxelles, †1744)
- Maria Anna d'Asburgo (Linz, n.1683 - Lisbona, †1754)
- Maria Anna d'Asburgo (Wiener Neustadt, n.1634 - Madrid, †1696)
- Maria Anna Giuseppina d'Asburgo (Ratisbona, n.1654 - Vienna, †1689)
- Maria Cristina d'Asburgo (Graz, n.1574 - Hall in Tirol, †1621)
- Maria Elisabetta d'Asburgo (Linz, n.1680 - Morlanwelz, †1741)
- Maria Leopoldina d'Asburgo (Innsbruck, n.1632 - Vienna, †1649)
- Maria Maddalena d'Asburgo (Vienna, n.1689 - Vienna, †1743)
- Maria Teresa d'Asburgo (Vienna, n.1684 - Castello di Kaiserebersdorf, †1696)
- Maria Teresa d'Austria (Vienna, n.1717 - Vienna, †1780)
- Massimiliano I d'Asburgo (Wiener Neustadt, n.1459 - Wels, †1519)
- Massimiliano II d'Asburgo (Vienna, n.1527 - Ratisbona, †1576)
- Massimiliano III d'Austria (Wiener Neustadt, n.1558 - Vienna, †1618)
- Matilde d'Asburgo (Rheinfelden, n.1253 - Monaco di Baviera, †1304)
- Mattia d'Asburgo (Vienna, n.1557 - Vienna, †1619)

## O
- Otto IV d'Asburgo (Vienna, n.1301 - Neuberg an der Mürz, †1339)
- Ottone II d'Asburgo (†1111)

## R
- Ranieri Giuseppe d'Asburgo-Lorena (Pisa, n.1783 - Bolzano, †1853)
- Rodolfo il Vecchio (†1232)
- Rodolfo II d'Asburgo (Vienna, n.1552 - Praga, †1612)

## T
- Tommaso Carlo d'Asburgo (Madrid, n.1658 - †1659)

## V
- Venceslao d'Asburgo (Wiener Neustadt, n.1561 - Madrid, †1578)

## W
- Werner I d'Asburgo (Costantinopoli, †1028)
- Werner II d'Asburgo (†1096)
- Werner III d'Asburgo (Roma, †1167)